# میلویکوواتس
میلویکوواتس (به صربی: Milojkovac) یک منطقهٔ مسکونی در صربستان است که در پیروت واقع شده‌است. میلویکوواتس ۷ نفر جمعیت دارد.